# Шартрське графство
Шартрське графство (фр. Comté de Chartres) — ранньосередньовічне феодальне володіння Франкської держави та Французького королівства, що включало місто Шартр і регіон навколо нього. Управлялось графом, а у його відсутніть — віконтом. 
Після приєднання в 1286 році до королівського домену, графство надавалось як апанаж різним представникам королівської родини. В 1528 році графство було піднято до рівня Шартрського герцогства (фр. Duché de Chartres) для дочки Людовика XII. З 1661 року і дотепер герцоги Шартрські належали до Орлеанського дому. Титул герцог Шартрський надається старшому сину герцога Орлеанського, тобто ймовірному спадкоємцю Орлеанського дому.

## Історія

### Давні часи
З I по V століття карнутський опідум Аутріум (лат. Autrium), на місці якого розвинувся сучасний Шартр був адміністративним центром регіону у римській провінції Лугдунська Галлія. У той час Блуа був фактично маленьким поселенням, що розвивалося навколо фортеці, побудованої римлянами під назвою Каструм Блесенсі (лат. Castrum Blesense) і керованої римським консулом. Від назви фортеці навколишній регіон отримав назву пагус Блесенсі (pagus Blesensi).
У 410 році бретонський вождь на ім'я Івомад завоював Шартр та Блуа, скинувши місцевого консула на ім'я Одо, який, ймовірно, був франком. Оскільки влада імператора Флавія Гонорія ослабла через регулярні набіги варварів, Івомад заснував в складі Римської імперії незалежне Блуаське королівство. Це державне утворення не дуже добре досліджене істориками, але, здається, воно протистояла вторгненню Вестготського тулузького королівства, але не опиралось вторгненню франків між 481 і 491 роками.

### В складі Блуаського графства
Після завойвання Лугдунської Галлії франками на чолі Хлодвігом, біля 500 року ними було заснуване Блуаське графство (лат. Comitatui blesensi), столицею якого був вже не Шартр, а Блуа, що лежало на правому березі річки Луари. Після смерті короля Хлотара I, графство було адміністративно приєднано до Орлеанського королівства, а потім до 592 року надане його старшому синові Гунтраму, тоді як сусідні міста Шартр і Тур були подаровані другому синові Харіберту I, королю Парижа.
У 851, 854 і 856/857 роках на землі франкського Блуаського графства було кілька разів здійснено грабіжницькі рейди ватажком вікінгів Гастінгом. Врешті, щоб примиритись з Гастінгом, у 882 році король Людовик III надав йому васальні права на Шартрське графство, утворене на півночі блуаських володінь. Проте невдовзі Гастінг продав свої права на Шартрське графство королю, щоб отримати гроші для фінансування нападу на Бретань, після відомості про нього зникають.
З 956/960 року графство знову перебувало у власності графів Блуасських. На той час землі, що знаходились під владою блуаського графа Теобальда I († 978) оточували з заходу королівські володіння від Дре на півночі до В'єрзона в на півдні, а завдяки шлюбу Теобальда зі спадкоємицею Шампанського графства, під його владою опинились також землі, що оточували королівський домен зі сходу. З того часу графи Шартрські були тотожні графам Блуаським. Однак Шартр не став резиденцією графів Блуаських, оскільки в місті значну владу мав залежний від короля єпископ Шартрський. Проте Адела Англійська, дружина графа Блуаського Стефана II і дочка Вільгельма Завойовника, під час свого більш ніж 30-річного особистого правління після смерті чоловіка в 1102 році, зробила місто помітним культурним центром.
В 1152 році, після смерті графа Теобальда IV, його старший син Генріх I розділив блуаські володіння, залишивши собі Шампань, а Блуаське графство разом із Шартром передав молодщему брату Теобальд V. Теобальд влаштував свою резиденцію в Шартрі, надавши йому перевагу перед Блуа.
Разом з Теобальдом VI, онуком Теобальда V, Блуа-Шартрська лінія графського дому вимерла по чоловічій лінії в 1218 році. Спадок був розділений між двома тітками останнього графа, Маргарет та Елізабет. Маргарет отримала південну та центральну частину блуаських володінь — Блуа та Шатоденське графство (пізніше графство Дюнуа), а Елізабет отримала північну — Шартрське графство. В 1269 році ця лінія знову зникла з донькою Елізабет Матільдою і графство вчергове повернулося до володінь Блуаського дому.

### Включення до королівського домену
В 1286 році блуаська графиня Жанна продала Шартрське графство королю Франції Філіпу IV Вродливому. Після продажу Жанна продовжувала залишилась власницею решти блуаських володінь, зокрема й Блуаського графства.
Після приєднання до королівського домену, графство надавалось як апанаж різним представникам королівської родини.

## Шартрське герцогство
В 1528 році графство було піднято до рівня герцогства для Рене, дочки Людовика XII і Анни Бретанської, яка стала першою герцогинею Шартрською. З 1661 року герцоги Шартрські належали до Орлеанського дому. Титул герцог Шартрський носив старший син герцога Орлеанського, тобто ймовірний спадкоємець Орлеанських володінь.
Сьогодні титул герцога Шартрського — титул ввічливості — носить Шарль-Луї Орлеанський (1972), син Жака Орлеанського, герцога Орлеанського, який є одним із синів орлеаністського претендента Генріха VI.

## Графи Шартрські
- Гастінг, лідер норманів Луари, 882—886 граф Шартрський
- Теобальд I († 975), 942 граф Блуа, віце- граф Тура, 956/960 граф Ренна (феодальний суверенітет), граф Шартра і Шатодена, лорд Шинона і Сомюра ; ⚭ Ліутгард фон Вермандуа, дочка графа Геріберта II. , спадкоємиця графства Труа і графства Мо (Каролінги)
- Одо I († 996) граф Блуа, Шартра, Шатодена, Тура, Бове і Дре, лорд Шинона і Сомюра, син Теобальда I.
- Теобальд II († 1004), граф Блуа, син Одоса I.
- Одо II († 1037), брат Теобальда II. , граф Блуа, Шартра, Шатодена, Тура і Бове, 1019/25 як Одо I. Граф Мо і Труа, граф Сансерра, лорд Шинона і Сомюра до 1026, брат Теобальда II.
- Теобальд III († 1089), чий син, граф Блуа, Шартр, Шатоден, (як Теобальд I) граф Мо і Сансер, втратив Бове після 1037 і Тур у 1044, граф Труа в 1048
- Стефан II († 1102), син якого, граф Блуа, Шартр, Шатоден, Сансер і Мо,
- Вільям († до 1150), граф Шартрський, позбавлений спадку в 1102, син Стефана (предка другого дому «фон Сюллі»)
- Теобальд IV († 1152), граф Блуа, 1125 як Теобальд II. Граф Труа тощо, син Стефана
- Теобальд V Добрий († 1191), граф Блуа і Шартра в 1152 році, син Теобальда IV. , Сенешаль Франції 1154—1191
- Людовик († 1205), граф Блуа в 1191 році, син Теобальда V.
- Теобальд VI († 1218), 1205 граф Блуа і Клермона, син Людовика
- Ізабелла († 1248), графиня Шартрська 1218, сестра Людовика, ⚭ Сюльпіс д'Амбуаз
- Матильда д'Амбуаз († 1256), графиня Шартрська ⚭ Жан II Несле, † 1270, граф Суассон
- Жан I, граф Блуа 1241—1279, граф Шартра 1270, внучатий племінник Єлизавети
- Йоганна, дочка Іоанна I, графиня Блуа 1279—1295, графиня Шартрська 1279—1286, продала Шартр королю в 1286 році

## Графство Шартр як апанаж
- Карл I Валуа († 1325), граф Шартрський 1293—1325
- Карл II Валуа (⚔ 1346 у битві при Кресі), 1326 граф Алансона, Шартр, Ле-Перш, Порхе, Жуаньї

## Віконти Шартрські з дому Ле Пюізе
- Гільдюен (Hilduin) († ймовірно 1060), 1019 віконт де Шартр, 1048 граф де Бретей
- Хардуен, його син, 1036/60 віконт де Шартр
- Ебрард I († 1061/66), його брат, граф де Бретей у 1048 р., віконт де Шартр у 1061 р.
- Гуго I Блавонський († 1094), чий син, 1067 шателен дю Пюізе, 1073 віконт де Шартр
- Ебрард III (⚔ ймовірно 1099), чий син, сеньйор дю Пюізе, віконт де Шартр
- Хьюг III († 1132), його син, у 1106 р. сеньйор дю Пюізе, віконт де Шартр, граф де Корбей ;
- Ебрард IV, його син, сеньйор дю Пюізе, віконт де Шартр
- Гуг IV († 1189), його син, сеньйор дю Пюізе, віконт де Шартр, граф Бар-сюр-Сен
- Мілон IV († 1219 перед Дамієттою), 1189 граф Бар-сюр-Сен, 1190 сеньйор дю Пюізе та віконт де Шартр
  - Маргеріт дю Пюізе (1174/1210 засвідчено), чия сестра, ⚭ (1) Симон де Брікон, сеньйор де Рошфор († 1219 перед Дам'є), ⚭ (2) Ед д'Апремон-сюр-Сон — успадкувала своїх дітей від свого першого одружившись на Шательні дю Пюізе і графстві Шартр, а також на частку в графстві Бар-сюр-Сен, яке вони продали графу Шампані в 1226 році.